# Daniel Serrano Rodríguez
Daniel Serrano Rodríguez (geboren am 23. Mai 2002 in Huelva) ist ein spanischer Handballspieler, der auf der Spielposition Rückraum links eingesetzt wird.

## Vereinskarriere
Daniel Serrano Rodríguez lernte das Handballspielen bei Pedro Alonso Niño und spielte ab 2020 bei Bathco BM Torrelavega, mit dem er in der Saison 2021/2022 in der Liga Asobal debütierte. Im Januar 2023 wechselte er zu Club Cisne de Balonmano.

## Auswahlmannschaften
Sein erstes Spiel für Spanien absolvierte er am 13. November 2018 gegen die Auswahl Deutschlands. Serrano spielte als Jugendnationalspieler Spaniens bei der U-19-Europameisterschaft in Kroatien (2021), bei der das Team Platz 3 belegte. Als Juniorennationalspieler Spaniens nahm er an der U-20-Europameisterschaft in Portugal (2022) teil, bei der er mit der Mannschaft Europameister wurde. Er stand bis Oktober 2022 in 52 Spielen im Aufgebot der spanischen Nachwuchsteams und erzielte dabei 128 Tore.